# Lycée français international Molière de Madrid
Le Lycée Français International Molière de Madrid, anciennement Lycée Français Molière de Villanueva de la Cañada est une école internationale française située à Villanueva de la Cañada, Communauté de Madrid en Espagne. Il est régi par les règles des établissements d'enseignement étrangers ("centros docentes extranjeros" ,) en Espagne et de l'Éducation nationale française.
L'établissement fait partie de la Mission laïque française (MLF) et tous les niveaux sont homologués par l'Agence pour l'enseignement français à l'étranger (AEFE), depuis la petite section jusqu'à la terminale,,. Outre le français, l'espagnol et l'anglais sont enseignés dès le plus jeune âge, suivant la devise de la MLF : « deux cultures, trois langues ».
L'école compte également une crèche correspondant au premier cycle de maternelle espagnol ("primer ciclo de educación infantil", 0-3 ans).
C'est l'une des cinq écoles françaises homologuées à Madrid et alentours, avec le Lycée français de Madrid (et annexe Saint-Exupéry, au nord-est), Pomme d'Api (niveau Maternelle uniquement, au nord-est), Saint-Louis des Français (niveau Primaire homologué, école catholique, au nord-ouest) et Union chrétienne de Saint-Chaumond (école catholique pour filles, au nord).
Comme la plupart des établissements français à l'étranger, le calendrier scolaire suit les principes des rythmes scolaires français (36 semaines en 5 périodes) avec des adaptations au contexte local.

## Histoire
L'école a été créée en 1973 sous le nom de Petit Cours Molière à Pozuelo de Alarcón, initialement comme école primaire (niveaux Maternelle et Élémentaire).
En 1986, la gestion de l'école est confiée à la MLF, rejoignant ainsi son réseau international d'écoles, et ouvrant le niveau Collège. La MLF en devient par la suite propriétaire .
Les contraintes d'espace justifient le déménagement à Villanueva de la Cañada en 1993, sur un terrain appartenant à la municipalité avec cession des droits de surface , dans de nouveaux bâtiments permettant l'ouverture du niveau Lycée . À cette occasion, le nom de l'établissement devient Lycée Molière .
Entre 2003 et 2013 ont été inaugurés des laboratoires de sciences, des installations sportives et un bâtiment multi-fonctions (auditoire, bibliothèque...).
L'école lance sa webradio en 2016, devient centre d'examen du Baccalauréat en 2018, et obtient le label éco-école en 2019, duquel participent des initiatives pédagogiques telles que des potagers, une mare, et même un poulailler.
Le portail d'accès principal a été redessiné et reconstruit en 2023, coïncidant avec les 50 ans de l'école.

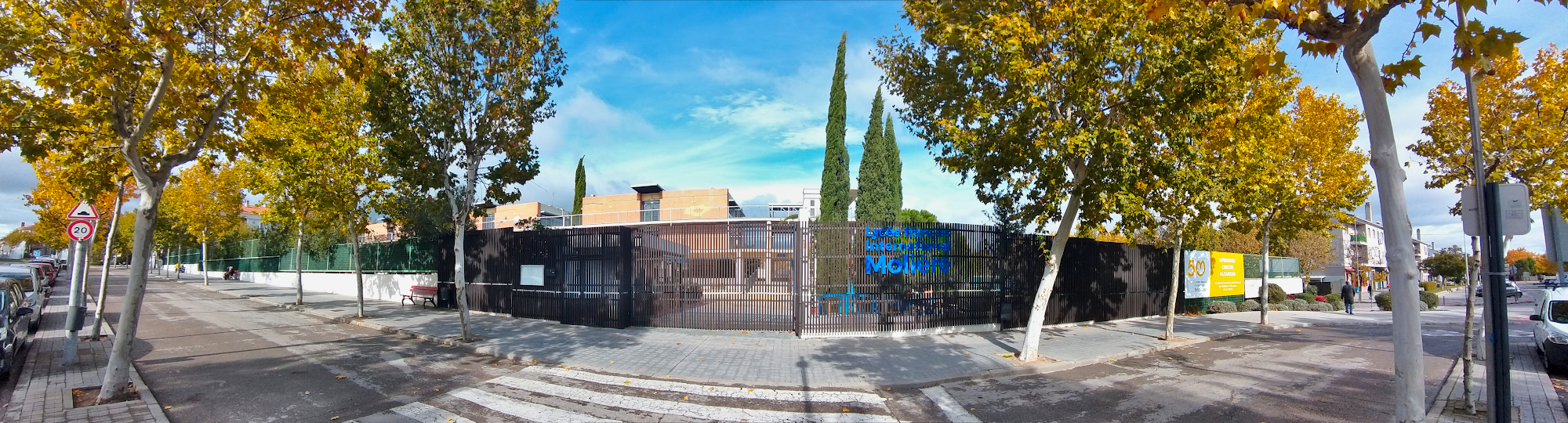
Lycée Français International Molière, Villanueva de la Cañada, Madrid, Espagne - entrée principale, calle Cristo - nov. 2023